# Vittorio Foa
Vittorio Foa (Turijn, 18 september 1910 – Formia, 20 oktober 2008) was een Italiaans antifascist en lid van de beweging Giustizia e libertà van Carlo Rosselli. Hij wordt ook wel de grootvader van progressief Italië genoemd. Hij was de kleinzoon van een rabbijn en behoorde tot de hogere burgerij zoals veel Joodse families destijds in Noord-Italië. Foa studeerde af in de rechten aan de universiteit van Turijn. In 1945 trouwde hij met Lisa Giua, met wie hij drie kinderen kreeg.

## Oorsprong antifascistische overtuiging
Zijn antifascistische overtuigingen hadden volgens eigen zeggen weinig te maken met zijn joodse achtergrond. Het was eerder een kwestie van familietraditie: zijn grootvader was opperrabbijn van Turijn. Het ontsproot eerder uit zijn gevoel navolger te zijn van de Renaissance en de Verlichting. Het begon op zijn dertiende. Toen werd Giacoma Matteotti vermoord, omdat hij de moed had om in het parlement openlijk de strijd aan te binden met terreur van de fascisten. Vanaf toen zag Vittorio overal het aangezicht van het fascisme. Het geweld op straat, de arrogantie van de zwarthemden, de verbrande huizen van de arbeiders... Toen hij wat ouder werd, begon hij boekjes en pamfletten te schrijven. Vanaf toen maakte hij deel uit van de beweging Giustizia e libertà. Hij zag toen het fascisme als 'een verkrachting van de Italiaanse geschiedenis'. Later echter is hij daar anders over beginnen denken. Hij ontdekte dat het fascisme diepgeworteld zat in de Italiaanse geschiedenis.

## Giustizia e Libertà
Giustizia e Libertà (gerechtigheid en vrijheid) was een socialistische revolutionaire beweging, opgericht in Parijs in 1929 door een groep Italiaanse verbannen antifascisten waaronder de broers Carlo en Nello Rosselli als leiders, met o.a. de uitgever Leone Ginzburg, de schrijver Cesare Pavese en Alessandro Pertini, die heel veel later nog president van Italië zou worden. Nog anderen: Emilio Lussu, Cianca Alberto en Ernesto Ross. De verzetsbeweging tegen het Italiaanse fascisme kreeg vorm door een intensieve propagandacampagne en gerichte acties. De beweging is ontstaan om het fascisme van Mussolini te bestrijden. De jongeren die zich engageerden om de terreur van het fascisme te bestrijden, waren uitzonderlijk. Giustizia e libertà speelde ook een rol in de Spaanse Burgeroorlog. In februari 1936 na grote politieke en sociale problemen wint het volksfront de verkiezingen. Er kwam een militaire opstand tegen de republikeinse regering onder leiding van Francisco Franco. De militairen die hadden gehoopt op een snelle overwinning hadden geen rekening gehouden met een massale volksopstand. Terwijl in Spanje de spanningen hoog opliepen waren er verschillende Europese antifascisten die hun bijdrage wilden leveren aan de zijde van de republikeinen. Giustizia e libertà besliste om zelfstandig te handelen en samen met onder andere socialisten en anarchisten mee te strijden. De broers Carlo en Nello Rosselli werden vermoord in 1937 door Franse fascisten in opdracht van de Italiaanse geheime dienst.

## Veroordeling en opsluiting
Op 15 mei 1935, op de leeftijd van 25 jaar, werd hij gearresteerd door de OVRA, de geheime politie van het Koninkrijk Italië. De OVRA was opgericht in 1927 onder het regime van fascistische dictator Benito Mussolini en tijdens het bewind van koning Victor Emmanuel III. In 1936 werd Foa door een fascistische rechter veroordeeld tot 15 jaar cel in de toen nog jonge gevangenis voor antifascisten. Hij werd veroordeeld om hetgeen hij geschreven had. De geheime politie had informanten langs alle kanten en een 'strijder' langs zijn kant bleek een verrader te zijn.

## Vrijlating
Zijn vrijlating vond plaats in augustus 1943, tijdens de Tweede Wereldoorlog. In feite bleek toen dat hij tijdens zijn opsluiting in de gevangenis relatief veilig was geweest. Er had hem daar immers niemand gevraagd of hij een jood was. Hij was nog net op tijd om zich aan te sluiten bij het verzet. Hij was immens geschokt over hoe de wereld veranderd was tijdens die zeven jaren van opsluiting. Hij was daar immers volledig geïsoleerd geweest. Hij kreeg enkel wekelijks een gecensureerde brief van zijn ouders, en dat was alles. Er was geen radio, geen kranten of familiebezoek. Intussen had Duitsland grote delen van de wereld veroverd. Zelfs een stuk van Italië was bezet. Opmerkelijk is dat Vittorio in ruil voor zijn vrijheid enkel maar een gratieverzoek moest sturen aan Benito Mussolini, en ook dat hij dit heeft nagelaten. In september van ditzelfde jaar sloot hij zich ook nog aan bij de partij van de actie (PDA), waarvan hij secretaris werd.

## Foa als verzetsstrijder tijdens de Tweede Wereldoorlog
Hij organiseerde politieke acties en de propaganda van de verzetsgroep waarbij hij zich aangesloten had. Hoewel er toen bijna geen anti-fascisten meer waren in Italië, wou iedereen wel vechten tegen Duitsland. Dat maakte de eenheid binnen de leden van de verzetsgroep. Hij raakte er bevriend met Andretti en Francesco Cossiga.

## Activiteiten na de oorlog
Samen met Andretti en Francesco Cossiga ging hij na de oorlog verder met het opstellen van een antifascistische grondwet. Foa was plaatsvervangend lid van de Grondwetgevende vergadering. In 1947 werd de grondwet gestemd met 453 stemmen voor en 62 stemmen tegen. Die tekst is intussen al 13 keer gewijzigd. Zijn naam is vooral verbonden met artikel 39 en 40 van de grondwet.
Vanaf 1948 kwam hij op als lid van de vakbond CGIL, nog steeds de grootste Europese organisatie die zich inzet voor de belangen van arbeiders, werklozen, migranten en gepensioneerden.
In 1970 besliste hij om te gaan doceren, hedendaagse geschiedenis aan de universiteit van Modena en deze van Turijn. Toch liet hij de politiek niet links liggen, van 1987 tot 1992 was hij senator. Bovendien leverde hij ook nog een bijdrage aan de arbeidersbeweging via talrijke publicaties. Hij trouwde op 2 juni 2005 op 95-jarige leeftijd met zijn metgezel Maria Teresa Tato. Ondertussen woonde Foa te Formia in de provincie Latina. In die stad werd hij op 11 augustus 1998 tot ereburger benoemd. Tien jaar later, op 19 oktober 2008, liet hij het leven.